# VTA1
VTA1‏ (Vesicle trafficking 1) هوَ بروتين يُشَفر بواسطة جين VTA1 في الإنسان.